# Welsh International 2010
Die Welsh International 2010 im Badminton fanden vom 2. bis zum 5. Dezember 2010 in Cardiff statt.

## Medaillengewinner
| Disziplin    | Gold                               | Silber                        | Bronze                               |
| ------------ | ---------------------------------- | ----------------------------- | ------------------------------------ |
| Herreneinzel | Pablo Abián                        | Sven Eric Kastens             | Bandar Sigit Pamungkas               |
| Herreneinzel | Pablo Abián                        | Sven Eric Kastens             | Lukas Schmidt                        |
| Dameneinzel  | Anita Raj Kaur                     | Atu Rosalina                  | Perrine Lebuhanic                    |
| Dameneinzel  | Anita Raj Kaur                     | Atu Rosalina                  | Linda Sloan                          |
| Herrendoppel | Peter Käsbauer Josche Zurwonne     | Mark Middleton Ben Stawski    | Joe Morgan James Phillips            |
| Herrendoppel | Peter Käsbauer Josche Zurwonne     | Mark Middleton Ben Stawski    | Martin Campbell Angus Gilmour        |
| Damendoppel  | Anita Raj Kaur Joanne Quay         | Louise Eriksson Amanda Wallin | Elsa Danckers Atu Rosalina           |
| Damendoppel  | Anita Raj Kaur Joanne Quay         | Louise Eriksson Amanda Wallin | Johanna Goliszewski Carla Nelte      |
| Mixed        | Peter Käsbauer Johanna Goliszewski | Josche Zurwonne Carla Nelte   | Matthew Nottingham Helena Lewczynska |
| Mixed        | Peter Käsbauer Johanna Goliszewski | Josche Zurwonne Carla Nelte   | Mark Middleton Alyssa Lim            |